# Virgin Prunes
Virgin Prunes est un groupe irlandais de post-punk, originaire de Dublin. Il est formé en 1977 et dissous en 1986,  et connu pour sa subversion. Gavin Friday, membre fondateur et ami de The Edge et Bono de U2 poursuivit une carrière solo tandis que le bassiste et le batteur rebaptisés The Prunes, continuèrent jusqu'en 1990.

## Histoire
Gavin Friday grandit dans la même rue que Bono à Dublin. Ils font tous deux partie de The Lypton Village, une sorte de société secrète. Dik Evans est, quant à lui, le frère de The Edge. Influencés par le punk, ils forment le groupe Virgin Prunes à la fin 1977 avec d'autres membre du Lypton Village. Dès leur deuxième concert en 1978 en première partie de The Clash, ils se font remarquer par leur exubérance : Guggi est habillé en femme et Gavin Friday porte un pantalon lacéré laissant apparaître ses testicules.
Leur premier single 45 tours, Twenty Tens, sort sur leur propre label Baby Records (distribué par Rough Trade) le 8 janvier 1981, suivi par un deuxième single, Moments and Mine (Despite Straight Lines), le 27 juin 1981,,. Deux autres morceaux sont enregistrés avec Binttii et publié en 1981 avant des conflits avec les autres membres qui mèneront à son départ du groupe. Red Nettle est inclus dans la compilation C81 du magazine britannique NME, et Third Secret est inclus sur la compilation Perspectives and Distortion, publiée par Cherry Red.
Le projet A New Form of Beauty paraît l'année suivante : il se compose d'un single, un 25 cm, un maxi et une cassette, qui seront plus tard regroupés sur un même album. Il est essentiellement fait de pistes expérimentales.
Leur véritable premier album, intitulé ...if I Die, I Die, paraît en 1982. Produit par Colin Newman, il comporte des titres plus accessibles. La même année sort Hérésie, un coffret de deux 25 cm, à l'initiative du label français L'Invitation au suicide, contenant des titres inédits et des extraits d'un concert parisien. Les relations au sein du groupe se détériorent au cours des tournées qui suivent. Guggi et Dik Prune s'en vont en 1984. The Moon Looked Down and laughed est la dernière production de Virgin Prunes avant la séparation.
Gavin Friday poursuit une carrière solo avec succès tandis que Mary et Strongman tentent de continuer sous le nom de The Prunes jusqu'en 1990. Virgin Prunes aura eu une forte influence sur les groupes gothiques des années 1980.
Le 4 octobre 2009, trois des premiers membres - Friday, Guggi et Dik Evans - jouent deux morceaux classiques des Virgin Prunes, Sweethome Under White Clouds et Caucasian Walk au Carnegie Hall pendant la soirée An Evening with Gavin Friday and Friends. J.G. Thirlwell se joint à eux aux chœurs pour l'occasion.

## Membres
- Gavin Friday (Fionan Hanvey) - chant
- Guggi (Derek Rowen, dont le petit frère Peter, figure sur les pochettes des albums Boy et War de U2) - chant
- Dave-id Busaras (David Watson) - chant
- Dik (Richard Evans, frère de The Edge) - guitare
- Strongman (Trevor Rowen, frère de Derek et Peter) - basse
- Mary D'Nellon (David Kelly) - batterie (1980) guitare (1984-1986)
- Pod (Anthony Murphy) - batterie (1978-1980)

## Discographie

### Albums live
- 1986 : Sons Find Devils (Cleopatra)
- 1987 : The Hidden Lie (Live in Paris 6/6/86) (Baby Records)

### EP et singles
- 1981 : Twenty Tens (7" single ; Baby Records)
- 1981 : Moments and Mine (7" single ; Rough Trade)
- 1981 : A New Form of Beauty 1 (Rough Trade)
- 1981 : A New Form of Beauty 2 (10" single; Rough Trade)
- 1981 : A New Form of Beauty 3 (12" single; Rough Trade)
- 1982 : A New Form of Beauty 4 (cassette ; Rough Trade)
- 1982 : Pagan Lovesong (7" single ; Rough Trade)
- 1982 : Pagan Lovesong (12" single ; Rough Trade)

- 1982 : Baby Turn Blue (7" single (Rough Trade)
- 1982 : The Faculties of a Broken Heart (12" single (Rough Trade)
- 1982 : Baby Turns Blue/Walls of Jericho (12" single (Stunn Records)
- 1986 : Love Lasts Forever (7" single (Baby Records)
- 1986 : Love Lasts Forever (12" single (Baby Records)
- 1986 : The Moon Looked Down and laughed (Baby Records)
- 1986 : Don't Look Back (7" single (Baby Records)
- 1986 : Don't Look Back (12" single (Baby Records)
- 1987 : The Hidden Lie (Baby Records)
- 1988 : Heresie 2x10" (Baby Records)
- 1997 : Sons Find Devils (compilation ; Cleopatra)

### Compilations
- 1983 : A New Form of Beauty Parts 1-4 (Italian Records/Rough Trade)
- 1985 : Over the Rainbow (A Compilation of Rarities 1981-1983) (Baby Records)
- 1993 : Artfuck: A Compilation of Rarities (1980 - 1983) (New Rose)

### Bande son
- Apparition d'un titre de Virgin Prunes dans le court métrage Râ de Thierry Barthes et Pierre Jamin, réalisé en 1983.